# L'Étang des sorciers
L'Étang des sorciers est la onzième histoire de la série Isabelle de Will, Yvan Delporte et André Franquin. Elle est publiée pour la première fois du no 2217 au no 2236 du journal Spirou.

## Univers

### Synopsis
Isabelle va faire un tour au parc où se trouve statufiée la maléfique sorcière Kalendula. Cette dernière, bien que pétrifiée, parvient à propager un signe magique qui apparaît à la surface des eaux. L'un d'eux arrive jusque dans la forêt où sont fabriqués les balais volants. Par ce signe, un cousin de Kalendula va envoyer une sorcière la délivrer du sort d'Hermès et de Calendula. Mais Isabelle assiste à la scène et va tenter de contrecarrer les plans de Kalendula.

### Personnages
- Isabelle : adolescente débrouillarde, nièce du magicien Hermès, habituée à la magie.
- Kalendula : sorcière maléfique qui poursuit Hermès de sa vindicte.
- Zéphani : fabricant de balais volants.
- Phénicie : jeune sorcière maladroite.
- le grand Phyton

## Historique
Cette histoire fait suite à L'Astragale de Cassiopée. Kalendula revient dans L'Envoûtement.

## Publication

### Revues
Cette histoire de quarante-quatre planches est publiée pour la première fois du no 2217 au no 2236 du journal Spirou en 1980-1981.

### Album
Elle reparaît en album dès 1981.